# Liste der Stolpersteine in der Region Provence-Alpes-Côte d’Azur
Die Liste der Stolpersteine in der Region Provence-Alpes-Côte d’Azur enthält die Stolpersteine in der französischen Region Provence-Alpes-Côte d’Azur. Sie erinnern an das Schicksal der Menschen, die während der deutschen Besetzung Frankreichs im Zweiten Weltkrieg ermordet, deportiert, vertrieben oder in den Suizid getrieben wurden. Die Stolpersteine wurden von Gunter Demnig verlegt. Sie liegen im Regelfall vor dem letzten selbst gewählten Wohnsitz des Opfers.
Die Stolpersteine werden im französischen Sprachbereich zumeist pavés de mémoire genannt, die wörtliche Übersetzung wäre pierres sur lesquelles on trébuche. Die erste Verlegung in dieser Region erfolgte am 16. April 2025 in Saint-Raphaël.

## Verlegte Stolpersteine

### Saint-Raphaël
In Saint-Raphaël wurden zehn Stolpersteine verlegt.
| Stolperstein | Übersetzung | Verlegort                                    | Name, Leben                                   |
| ------------ | --- | -------------------------------------------- | --------------------------------------------- |
|              | HIER WOHNTE EDOUARD ABRAMZYK GEBOREN 1924 VERHAFTET 25.9.1943 INTERNIERT MARSEILLE, DRANCY DEPORTIERT AUSCHWITZ ERMORDET 18.3.1945 BUCHENWALD                | 22, boulevard Félix Martin Saint-Raphaël     | Edouard Abramzyk (1924–1945)                  |
|              | HIER WOHNTE JACQUES BAUDINO GEBOREN 1923 VERHAFTET 16.10.1943 INTERNIERT CLERMONT-FERRAND COMPIEGNE DEPORTIERT BUCHENWALD DORA, MACKENROD ERMORDET 12.4.1945 | 800, boulevard Jacques Baudino Saint-Raphaël | Jacques Baudino (1923–1945)                   |
|              | HIER WOHNTE JANE BLAUSTEIN GEBOREN 1915 VERHAFTET 4.10.1943 INTERNIERT MARSEILLE, DRANCY DEPORTIERT AUSCHWITZ ERMORDET 12.12.1943                            | 72, avenue de Villepey Saint-Raphaël         | Jane Blaustein (1915–1943)                    |
|              | HIER WOHNTE LAZARE BLAUSTEIN GENANNT LUCIEN GEBOREN 1889 VERHAFTET 22.2.1944 INTERNIERT MONTLUC, DRANCY DEPORTIERT KAUNAS ERMORDET 20.5.1944 TALLINN         | 72, avenue de Villepey Saint-Raphaël         | Lazare Blaustein (1889–1944)                  |
|              | HIER WOHNTE LYA MONIQUE ELHUT GEBOREN 1935 VERHAFTET 19.6.1944 INTERNIERT DRANCY DEPORTIERT AUSCHWITZ ERMORDET 5.7.1944                                      | Place de la République Saint-Raphaël         | Lya Monique Elhut (1935–1944)                 |
|              | HIER WOHNTE RENÉE ELHUT GEB. MARCU 1913 GENANNT MARQUIS VERHAFTET 19.6.1944 INTERNIERT DRANCY DEPORTIERT AUSCHWITZ ERMORDET 5.7.1944                         | Place de la République Saint-Raphaël         | Renée Elhut, geborene Marcu (1913–1944)       |
|              | HIER WOHNTE ALAIN KRUPNIK GEBOREN 1937 VERHAFTET SEPT. 1942 INTERNIERT RIVESALTES, DRANCY DEPORTIERT AUSCHWITZ ERMORDET 21.9.1942                            | 54, place Sadi Carnot Saint-Raphaël          | Alain Krupnik (1937–1942)                     |
|              | HIER WOHNTE BERTHA KRUPNIK GEB. BIELINKI 1911 VERHAFTET SEPT. 1942 INTERNIERT RIVESALTES, DRANCY DEPORTIERT AUSCHWITZ ERMORDET 21.9.1942                     | 54, place Sadi Carnot Saint-Raphaël          | Bertha Krupnik, geborene Bielinki (1911–1942) |
|              | HIER WOHNTE GASTON KRUPNIK GEBOREN 1938 VERHAFTET SEPT. 1942 INTERNIERT RIVESALTES, DRANCY DEPORTIERT AUSCHWITZ ERMORDET 21.9.1942                           | 54, place Sadi Carnot Saint-Raphaël          | Gaston Krupnik (1938–1942)                    |
|              | HIER WOHNTE YEHUDA KRUPNIK GEBOREN 1909 VERHAFTET SEPT. 1942 INTERNIERT RIVESALTES, DRANCY DEPORTIERT AUSCHWITZ ERMORDET 21.9.1942                           | 54, place Sadi Carnot Saint-Raphaël          | Yehuda Krupnik (1909–1942)                    |

## Verlegedatum
- 16. April 2025[1]